# Curlew (band)
Curlew is een Amerikaanse band rond saxofonist George Cartwright, die experimentele free jazz maakt. De muziek is een synthese van rhythm and blues, grooves en free jazz. De groep werd in 1979 opgericht in New York en maakte vanaf dat moment deel uit van de 'downtown' scene in de stad, met optredens in onder meer the Knitting Factory. De eerste bezetting bestond uit onder meer drummer Pippin Barnett. In de loop van de jaren hebben verschillende muzikanten in Curlew gespeeld, zoals cellist Tom Cora, Wayne Horvitz, drummer Samm Bennett, gitarist Nicky Skopelitis, drummer Anton Fier en multi-instrumentalist Fred Frith, die tevens een van hun platen produceerde. Op dit moment bestaat de groep uit Cartwright (hij schrijft de meeste composities), Davey Williams (gitaar}, Chris Cochrane (gitaar), Ann Rupel (bas} en Kenny Wollesen (drums).

## Discografie
- Curlew, Landslide, 1984
- Live in Berlin, Cuneiform, 1986
- North America, Moers, 1986
- Bee, Cuneiform, 1990
- A Beautiful Western Saddle, Cuneiform, 1993
- Paradise, Cuneiform, 1995
- Fabulous Drop, Cuneiform, 1998
- Meet the Curlews!, Cuneiform, 2002
- Mercury, Cuneiform, 2003
- Gussie (live), Roaratorio, 2003

video
- The Hardwood